# Trophées UNFP du football
Les Trophées UNFP du football récompensent annuellement depuis 1987 les acteurs du football professionnel français.

## Historique
Créée en 1987 sous le nom des Oscars du football, la cérémonie change de nom en 2004 à la demande de l'Academy of Motion Picture Arts and Sciences qui gère les Oscars du cinéma, dont le terme est une marque déposée[réf. nécessaire]. La cérémonie est organisée par l'Union nationale des footballeurs professionnels (UNFP) en mai à la fin de la saison de football.
Elle est diffusée à partir de 1988 sur Canal+, puis de 2015 à 2019 sur beIN Sports (en direct du Studio Gabriel à Paris) et enfin depuis 2022 sur les chaînes L'Équipe et Prime Video.
Au fur et à mesure des années, les récompenses se sont élargies à la Ligue 2, au football féminin, à l'arbitrage. Les supporters sont également impliqués puisqu'ils élisent le plus beau but de la saison.
L'édition 2020, initialement prévue en mai, est annulée le 13 mai par l'UNFP en raison de l'arrêt définitif courant avril des 3 championnats (Ligue 1, Ligue 2 et D1 féminine) à la suite de la pandémie de Covid-19. Quant à l'édition 2021, les trophées ont été attribués sans cérémonie.

## Palmarès

### Division 1 / Ligue 1

#### Meilleurs joueur, espoir, gardien et entraîneur
Des trophées sont remis au meilleur joueur, au meilleur espoir et au meilleur entraîneur de l'année de Ligue 1. Le trophée du meilleur gardien est remis depuis 2002.
L'équipe ayant remporté le titre de meilleur joueur le plus souvent est le Paris Saint-Germain (14 fois). Individuellement, Kylian Mbappé a gagné 5 fois cette récompense, ce qui est un record.
Le Paris Saint-Germain est le club qui possède le plus de trophées de meilleur espoir (7 fois). Individuellement, seuls Eden Hazard (2) et Kylian Mbappé (3) l'ont remporté plus d'une fois.
L'Olympique lyonnais a par ailleurs remporté à 7 reprises le titre de meilleur gardien ce qui en fait le record. Steve Mandanda détient quant à lui le record individuel en l'ayant emporté 5 fois.
Enfin, l'AS Monaco, le LOSC Lille et le Paris Saint-Germain ont remporté le titre de meilleur entraîneur le plus grand nombre de fois (5 fois). Laurent Blanc et Christophe Galtier l'ont remporté 3 fois.
| Édition                     | Meilleur joueur                                       | Meilleur espoir                                       | Meilleur gardien                                      | Meilleur entraîneur                                                         |
| --------------------------- | ----------------------------------------------------- | ----------------------------------------------------- | ----------------------------------------------------- | --------------------------------------------------------------------------- |
| 1987                        |                                                       |                                                       |                                                       | Aimé Jacquet (Girondins de Bordeaux)                                        |
| 1988                        |                                                       |                                                       | Arsène Wenger (AS Monaco)                             |                                                                             |
| Non décerné de 1989 à 1993. |                                                       |                                                       |                                                       |                                                                             |
| 1994                        | David Ginola (Paris Saint-Germain)                    | Zinédine Zidane (Girondins de Bordeaux)               |                                                       | Luis Fernandez (AS Cannes)                                                  |
| 1995                        | Vincent Guérin (Paris Saint-Germain)                  | Florian Maurice (Olympique lyonnais)                  | Francis Smerecki (EA Guingamp)                        |                                                                             |
| 1996                        | Zinédine Zidane (Girondins de Bordeaux)               | Robert Pirès (FC Metz)                                | Guy Roux (AJ Auxerre)                                 |                                                                             |
| 1997                        | Sonny Anderson (AS Monaco)                            | Thierry Henry (AS Monaco)                             | Jean Tigana (AS Monaco)                               |                                                                             |
| 1998                        | Marco Simone (Paris Saint-Germain)                    | David Trezeguet (AS Monaco)                           | Daniel Leclercq (RC Lens)                             |                                                                             |
| 1999                        | Ali Benarbia (Girondins de Bordeaux)                  | Olivier Monterrubio (FC Nantes)                       | Élie Baup (Girondins de Bordeaux)                     |                                                                             |
| 2000                        | Marcelo Gallardo (AS Monaco)                          | Philippe Christanval (AS Monaco)                      | Claude Puel (AS Monaco)                               |                                                                             |
| 2001                        | Éric Carrière (FC Nantes)                             | Sidney Govou (Olympique lyonnais)                     | Raynald Denoueix (FC Nantes)                          |                                                                             |
| 2002                        | Pauleta (Girondins de Bordeaux)                       | Djibril Cissé (AJ Auxerre)                            | Ulrich Ramé (Girondins de Bordeaux)                   | Joël Muller (RC Lens)                                                       |
| 2003                        | Pauleta (2) (Girondins de Bordeaux)                   | Lionel Mathis (AJ Auxerre)                            | Grégory Coupet (Olympique lyonnais)                   | Guy Lacombe (FC Sochaux-Montbéliard)                                        |
| 2004                        | Didier Drogba (Olympique de Marseille)                | Patrice Évra (AS Monaco)                              | Grégory Coupet (2) (Olympique lyonnais)               | Didier Deschamps (AS Monaco)                                                |
| 2005                        | Michael Essien (Olympique lyonnais)                   | Jérémy Toulalan (FC Nantes)                           | Grégory Coupet (3) (Olympique lyonnais)               | Paul Le Guen (Olympique lyonnais)                                           |
| 2006                        | Juninho (Olympique lyonnais)                          | Franck Ribéry (Olympique de Marseille)                | Grégory Coupet (4) (Olympique lyonnais)               | Claude Puel (2) (LOSC Lille)                                                |
| 2007                        | Florent Malouda (Olympique lyonnais)                  | Samir Nasri (Olympique de Marseille)                  | Teddy Richert (FC Sochaux-Montbéliard)                | Gérard Houllier (Olympique lyonnais)                                        |
| 2008                        | Karim Benzema (Olympique lyonnais)                    | Hatem Ben Arfa (Olympique lyonnais)                   | Steve Mandanda (Olympique de Marseille)               | Laurent Blanc (Girondins de Bordeaux)                                       |
| 2009                        | Yoann Gourcuff (Girondins de Bordeaux)                | Eden Hazard (LOSC Lille)                              | Hugo Lloris (Olympique lyonnais)                      | Eric Gerets (Olympique de Marseille)                                        |
| 2010                        | Lisandro López (Olympique lyonnais)                   | Eden Hazard (2) (LOSC Lille)                          | Hugo Lloris (2) (Olympique lyonnais)                  | Jean Fernandez (AJ Auxerre)                                                 |
| 2011                        | Eden Hazard (LOSC Lille)                              | Mamadou Sakho (Paris Saint-Germain)                   | Steve Mandanda (2) (Olympique de Marseille)           | Rudi Garcia (LOSC Lille)                                                    |
| 2012                        | Eden Hazard (2) (LOSC Lille)                          | Younès Belhanda (Montpellier HSC)                     | Hugo Lloris (3) (Olympique lyonnais)                  | René Girard (Montpellier HSC)                                               |
| 2013                        | Zlatan Ibrahimović (Paris Saint-Germain)              | Florian Thauvin (SC Bastia)                           | Salvatore Sirigu (Paris Saint-Germain)                | Carlo Ancelotti (Paris Saint-Germain) Christophe Galtier (AS Saint-Étienne) |
| 2014                        | Zlatan Ibrahimović (2) (Paris Saint-Germain)          | Marco Verratti (Paris Saint-Germain)                  | Salvatore Sirigu (2) (Paris Saint-Germain)            | René Girard (2) (LOSC Lille)                                                |
| 2015                        | Alexandre Lacazette (Olympique lyonnais)              | Nabil Fekir (Olympique lyonnais)                      | Steve Mandanda (3) (Olympique de Marseille)           | Laurent Blanc (2) (Paris Saint-Germain)                                     |
| 2016                        | Zlatan Ibrahimović (3) (Paris Saint-Germain)          | Ousmane Dembélé (Stade rennais)                       | Steve Mandanda (4) (Olympique de Marseille)           | Laurent Blanc (3) (Paris Saint-Germain)                                     |
| 2017                        | Edinson Cavani (Paris Saint-Germain)                  | Kylian Mbappé (AS Monaco)                             | Danijel Subašić (AS Monaco)                           | Leonardo Jardim (AS Monaco)                                                 |
| 2018                        | Neymar (Paris Saint-Germain)                          | Kylian Mbappé (2) (Paris Saint-Germain)               | Steve Mandanda (5) (Olympique de Marseille)           | Unai Emery (Paris Saint-Germain)                                            |
| 2019                        | Kylian Mbappé (Paris Saint-Germain)                   | Kylian Mbappé (3) (Paris Saint-Germain)               | Mike Maignan (LOSC Lille)                             | Christophe Galtier (2) (LOSC Lille)                                         |
| 2020                        | Édition annulée en raison de la pandémie de Covid-19. | Édition annulée en raison de la pandémie de Covid-19. | Édition annulée en raison de la pandémie de Covid-19. | Édition annulée en raison de la pandémie de Covid-19.                       |
| 2021                        | Kylian Mbappé (2) (Paris Saint-Germain)               | Aurélien Tchouaméni (AS Monaco)                       | Keylor Navas (Paris Saint-Germain)                    | Christophe Galtier (3) (LOSC Lille)                                         |
| 2022                        | Kylian Mbappé (3) (Paris Saint-Germain)               | William Saliba (Olympique de Marseille)               | Gianluigi Donnarumma (Paris Saint-Germain)            | Bruno Genesio (Stade rennais FC)                                            |
| 2023                        | Kylian Mbappé (4) (Paris Saint-Germain)               | Nuno Mendes (Paris Saint-Germain)                     | Brice Samba (RC Lens)                                 | Franck Haise (RC Lens)                                                      |
| 2024                        | Kylian Mbappé (5) (Paris Saint-Germain)               | Warren Zaïre-Emery (Paris Saint-Germain)              | Gianluigi Donnarumma (2) (Paris Saint-Germain)        | Éric Roy (Stade brestois 29)                                                |
| 2025                        | Ousmane Dembélé (Paris Saint-Germain)                 | Désiré Doué (Paris Saint-Germain)                     | Lucas Chevalier (LOSC Lille)                          | Luis Enrique (Paris Saint-Germain)                                          |

#### Équipe type
Une équipe type de la saison de Ligue 1 est sélectionnée chaque année.
Trois joueurs ont fait partie sept fois de l'équipe type, un record :
- le défenseur Thiago Silva (sept fois avec le Paris Saint-Germain) ;
- le milieu de terrain Marco Verratti (sept fois avec le Paris Saint-Germain) ;
- l'attaquant Kylian Mbappé (une fois avec l'AS Monaco et six fois avec le Paris Saint-Germain).

| Édition                     | Gardien de but                                        | Défenseurs | Milieux de terrain | Attaquants |
| --------------------------- | ----------------------------------------------------- | --- | --- | --- |
| 1987                        | Joseph-Antoine Bell (Olympique de Marseille)          | Jean-Christophe Thouvenel (Girondins de Bordeaux) Karl-Heinz Förster (Olympique de Marseille) Patrick Battiston (Girondins de Bordeaux) Manuel Amoros (AS Monaco)       | Fabrice Poullain (Paris Saint-Germain) Jean Tigana (Girondins de Bordeaux) Alain Giresse (Olympique de Marseille)                                           | Bernard Zénier (FC Metz) Gérard Buscher (Stade brestois 29) Carmelo Micciche (FC Metz)                                           |
| 1988                        | Joël Bats (Paris Saint-Germain)                       | Jean-Christophe Thouvenel (2) (Girondins de Bordeaux) Manuel Amoros (2) (AS Monaco) Karl-Heinz Förster (2) (Olympique de Marseille) Alain Roche (Girondins de Bordeaux) | Jean Tigana (2) (Girondins de Bordeaux) Jean-Marc Ferreri (Girondins de Bordeaux) Daniel Bravo (OGC Nice)                                                   | Jean-Pierre Papin (Olympique de Marseille) Glenn Hoddle (AS Monaco) Christian Perez (Montpellier HSC)                            |
| Non décerné de 1989 à 1993. |                                                       | | | |
| 1997                        | Fabien Barthez (AS Monaco)                            | Patrick Blondeau (AS Monaco) Franck Silvestre (AJ Auxerre) Franck Dumas (AS Monaco) Emmanuel Petit (AS Monaco)                                                          | Ibrahim Ba (Girondins de Bordeaux) Sylvain Legwinski (AS Monaco) Ali Benarbia (AS Monaco) Japhet N'Doram (FC Nantes)                                        | Sonny Anderson (AS Monaco) David Zitelli (RC Strasbourg)                                                                         |
| 1998                        | Fabien Barthez (2) (AS Monaco)                        | Éric Sikora (RC Lens) Rigobert Song (FC Metz) Laurent Blanc (Olympique de Marseille) Manuel Dos Santos (Montpellier HSC)                                                | Martin Djetou (AS Monaco) Johan Micoud (Girondins de Bordeaux) Robert Pirès (FC Metz) Stéphane Ziani (RC Lens)                                              | Stéphane Guivarc'h (AJ Auxerre) Marco Simone (Paris Saint-Germain)                                                               |
| 1999                        | Fabien Barthez (3) (AS Monaco)                        | Patrice Carteron (Olympique lyonnais) Laurent Blanc (2) (Olympique de Marseille) Néstor Fabbri (FC Nantes) Manuel Dos Santos (2) (Montpellier HSC)                      | Ali Benarbia (2) (Girondins de Bordeaux) Michel Pavon (Girondins de Bordeaux) Johan Micoud (2) (Girondins de Bordeaux) Vikash Dhorasoo (Olympique lyonnais) | Lilian Laslandes (Girondins de Bordeaux) Sylvain Wiltord (Girondins de Bordeaux)                                                 |
| 2000                        | Fabien Barthez (4) (AS Monaco)                        | Patrice Carteron (2) (Olympique lyonnais) Éric Rabesandratana (Paris Saint-Germain) Rafael Márquez (AS Monaco) Jérôme Bonnissel (Girondins de Bordeaux)                 | Michel Pavon (2) (Girondins de Bordeaux) Sabri Lamouchi (AS Monaco) Marcelo Gallardo (AS Monaco)                                                            | Ludovic Giuly (AS Monaco) Sonny Anderson (2) (Olympique lyonnais) Marco Simone (2) (AS Monaco)                                   |
| 2001                        | Lionel Letizi (Paris Saint-Germain)                   | François Grenet (Girondins de Bordeaux) Pascal Cygan (LOSC Lille) Edmílson (Olympique lyonnais) Jérôme Bonnissel (2) (Girondins de Bordeaux)                            | Mathieu Berson (FC Nantes) Philippe Violeau (Olympique lyonnais) Éric Carrière (FC Nantes) Olivier Quint (CS Sedan Ardennes)                                | Sonny Anderson (3) (Olympique lyonnais) Pauleta (Girondins de Bordeaux)                                                          |
| 2002                        | Ulrich Ramé (Girondins de Bordeaux)                   | Stéphane Pichot (LOSC Lille) Philippe Mexès (AJ Auxerre) David Sommeil (Girondins de Bordeaux) Gabriel Heinze (Paris Saint-Germain)                                     | Stéphane Pédron (RC Lens) Mikel Arteta (Paris Saint-Germain) Jocelyn Blanchard (RC Lens) Ronaldinho (Paris Saint-Germain)                                   | Djibril Cissé (AJ Auxerre) Pauleta (2) (Girondins de Bordeaux)                                                                   |
| 2003                        | Grégory Coupet (Olympique lyonnais)                   | Johan Radet (AJ Auxerre) Daniel Van Buyten (Olympique de Marseille) Philippe Mexès (2) (AJ Auxerre) Manuel Dos Santos (3) (Olympique de Marseille)                      | Benoît Pedretti (FC Sochaux-Montbéliard) Michael Essien (SC Bastia) Ludovic Giuly (2) (AS Monaco) Jérôme Rothen (AS Monaco)                                 | Shabani Nonda (AS Monaco) Pauleta (3) (Girondins de Bordeaux)                                                                    |
| 2004                        | Grégory Coupet (2) (Olympique lyonnais)               | Bernard Mendy (Paris Saint-Germain) Mario Yepes (FC Nantes) Sébastien Squillaci (AS Monaco) Patrice Évra (AS Monaco)                                                    | Benoît Pedretti (2) (FC Sochaux-Montbéliard) Lucas Bernardi (AS Monaco) Ludovic Giuly (3) (AS Monaco) Juninho (Olympique lyonnais)                          | Didier Drogba (Olympique de Marseille) Fernando Morientes (AS Monaco)                                                            |
| 2005                        | Grégory Coupet (3) (Olympique lyonnais)               | Habib Beye (Olympique de Marseille) Cris (Olympique lyonnais) Gaël Givet (AS Monaco) Éric Abidal (Olympique lyonnais)                                                   | Bonaventure Kalou (AJ Auxerre) Juninho (2) (Olympique lyonnais) Michael Essien (2) (Olympique lyonnais) Florent Malouda (Olympique lyonnais)                | Sylvain Wiltord (Olympique lyonnais) Alexander Frei (Stade rennais)                                                              |
| 2006                        | Grégory Coupet (4) (Olympique lyonnais)               | David Jemmali (Girondins de Bordeaux) Cris (2) (Olympique lyonnais) Mario Yepes (2) (Paris Saint-Germain) Éric Abidal (2) (Olympique lyonnais)                          | Mahamadou Diarra (Olympique lyonnais) Juninho (3) (Olympique lyonnais) Franck Ribéry (Olympique de Marseille) Florent Malouda (2) (Olympique lyonnais)      | Sylvain Wiltord (2) (Olympique lyonnais) Pauleta (4) (Paris Saint-Germain)                                                       |
| 2007                        | Teddy Richert (FC Sochaux-Montbéliard)                | Bacary Sagna (AJ Auxerre) Cris (3) (Olympique lyonnais) Vitorino Hilton (RC Lens) Éric Abidal (3) (Olympique lyonnais)                                                  | Kader Keita (LOSC Lille) Samir Nasri (Olympique de Marseille) Seydou Keita (RC Lens) Florent Malouda (3) (Olympique lyonnais)                               | Steve Savidan (Valenciennes FC) Johan Elmander (Toulouse FC)                                                                     |
| 2008                        | Steve Mandanda (Olympique de Marseille)               | Laurent Bonnart (Olympique de Marseille) Sébastien Puygrenier (AS Nancy-Lorraine) Vitorino Hilton (2) (RC Lens) Taye Taiwo (Olympique de Marseille)                     | Jérémy Toulalan (Olympique lyonnais) Benoît Cheyrou (Olympique de Marseille) Mathieu Valbuena (Olympique de Marseille) Wendel (Girondins de Bordeaux)       | Mamadou Niang (Olympique de Marseille) Karim Benzema (Olympique lyonnais)                                                        |
| 2009                        | Hugo Lloris (Olympique lyonnais)                      | Rod Fanni (Stade rennais) Souleymane Diawara (Girondins de Bordeaux) Vitorino Hilton (3) (Olympique de Marseille) Taye Taiwo (2) (Olympique de Marseille)               | Stéphane Sessègnon (Paris Saint-Germain) Benoît Cheyrou (2) (Olympique de Marseille) Yoann Gourcuff (Girondins de Bordeaux) Michel Bastos (LOSC Lille)      | Guillaume Hoarau (Paris Saint-Germain) André-Pierre Gignac (Toulouse FC)                                                         |
| 2010                        | Hugo Lloris (2) (Olympique lyonnais)                  | Rod Fanni (2) (Stade rennais) Souleymane Diawara (2) (Olympique de Marseille) Michaël Ciani (Girondins de Bordeaux) Benoît Trémoulinas (Girondins de Bordeaux)          | Benoît Cheyrou (3) (Olympique de Marseille) Yoann Gourcuff (2) (Girondins de Bordeaux) Eden Hazard (LOSC Lille)                                             | Lisandro López (Olympique lyonnais) Marouane Chamakh (Girondins de Bordeaux) Mamadou Niang (2) (Olympique de Marseille)          |
| 2011                        | Steve Mandanda (2) (Olympique de Marseille)           | Anthony Réveillère (Olympique lyonnais) Adil Rami (LOSC Lille) Mamadou Sakho (Paris Saint-Germain) Taye Taiwo (3) (Olympique de Marseille)                              | Gervinho (LOSC Lille) Yann M'Vila (Stade rennais) Eden Hazard (2) (LOSC Lille) Nenê (Paris Saint-Germain)                                                   | Kevin Gameiro (FC Lorient) Moussa Sow (LOSC Lille)                                                                               |
| 2012                        | Hugo Lloris (3) (Olympique lyonnais)                  | Mathieu Debuchy (LOSC Lille) Nicolas Nkoulou (Olympique de Marseille) Vitorino Hilton (4) (Montpellier HSC) Henri Bedimo (Montpellier HSC)                              | Étienne Capoue (Toulouse FC) Rio Mavuba (LOSC Lille) Nenê (2) (Paris Saint-Germain) Eden Hazard (3) (LOSC Lille) Younès Belhanda (Montpellier HSC)          | Olivier Giroud (Montpellier HSC)                                                                                                 |
| 2013                        | Salvatore Sirigu (Paris Saint-Germain)                | Christophe Jallet (Paris Saint-Germain) Nicolas Nkoulou (2) (Olympique de Marseille) Thiago Silva (Paris Saint-Germain) Maxwell (Paris Saint-Germain)                   | Mathieu Valbuena (2) (Olympique de Marseille) Marco Verratti (Paris Saint-Germain) Blaise Matuidi (Paris Saint-Germain) Dimitri Payet (LOSC Lille)          | Zlatan Ibrahimović (Paris Saint-Germain) Pierre-Emerick Aubameyang (AS Saint-Étienne)                                            |
| 2014                        | Salvatore Sirigu (2) (Paris Saint-Germain)            | Serge Aurier (Toulouse FC) Thiago Silva (2) (Paris Saint-Germain) Loïc Perrin (AS Saint-Étienne) Layvin Kurzawa (AS Monaco)                                             | Alexandre Lacazette (Olympique lyonnais) Marco Verratti (2) (Paris Saint-Germain) Thiago Motta (Paris Saint-Germain) James Rodríguez (AS Monaco)            | Edinson Cavani (Paris Saint-Germain) Zlatan Ibrahimović (2) (Paris Saint-Germain)                                                |
| 2015                        | Steve Mandanda (3) (Olympique de Marseille)           | Christophe Jallet (2) (Olympique lyonnais) Thiago Silva (3) (Paris Saint-Germain) David Luiz (Paris Saint-Germain) Maxwell (2) (Paris Saint-Germain)                    | Marco Verratti (3) (Paris Saint-Germain) Javier Pastore (Paris Saint-Germain) Dimitri Payet (2) (Olympique de Marseille)                                    | Nabil Fekir (Olympique lyonnais) Zlatan Ibrahimović (3) (Paris Saint-Germain) Alexandre Lacazette (2) (Olympique lyonnais)       |
| 2016                        | Steve Mandanda (4) (Olympique de Marseille)           | Serge Aurier (2) (Paris Saint-Germain) Thiago Silva (4) (Paris Saint-Germain) David Luiz (2) (Paris Saint-Germain) Maxwell (3) (Paris Saint-Germain)                    | Lassana Diarra (Olympique de Marseille) Marco Verratti (4) (Paris Saint-Germain) Blaise Matuidi (2) (Paris Saint-Germain)                                   | Hatem Ben Arfa (OGC Nice) Zlatan Ibrahimović (4) (Paris Saint-Germain) Ángel Di María (Paris Saint-Germain)                      |
| 2017                        | Danijel Subašić (AS Monaco)                           | Djibril Sidibé (AS Monaco) Kamil Glik (AS Monaco) Thiago Silva (5) (Paris Saint-Germain) Benjamin Mendy (AS Monaco)                                                     | Jean Michaël Seri (OGC Nice) Marco Verratti (5) (Paris Saint-Germain) Bernardo Silva (AS Monaco)                                                            | Alexandre Lacazette (3) (Olympique lyonnais) Edinson Cavani (2) (Paris Saint-Germain) Kylian Mbappé (AS Monaco)                  |
| 2018                        | Steve Mandanda (5) (Olympique de Marseille)           | Dani Alves (Paris Saint-Germain) Marquinhos (Paris Saint-Germain) Thiago Silva (6) (Paris Saint-Germain) Ferland Mendy (Olympique lyonnais)                             | Marco Verratti (6) (Paris Saint-Germain) Luiz Gustavo (Olympique de Marseille) Nabil Fekir (2) (Olympique lyonnais)                                         | Neymar (Paris Saint-Germain) Edinson Cavani (3) (Paris Saint-Germain) Kylian Mbappé (2) (Paris Saint-Germain)                    |
| 2019                        | Mike Maignan (LOSC Lille)                             | Ferland Mendy (2) (Olympique lyonnais) Marquinhos (2) (Paris Saint-Germain) Thiago Silva (7) (Paris Saint-Germain) Kenny Lala (RC Strasbourg)                           | Ángel Di María (2) (Paris Saint-Germain) Marco Verratti (7) (Paris Saint-Germain) Tanguy Ndombele (Olympique lyonnais)                                      | Neymar (2) (Paris Saint-Germain) Kylian Mbappé (3) (Paris Saint-Germain) Nicolas Pépé (LOSC Lille)                               |
| 2020                        | Édition annulée en raison de la pandémie de Covid-19. | Édition annulée en raison de la pandémie de Covid-19. | Édition annulée en raison de la pandémie de Covid-19. | Édition annulée en raison de la pandémie de Covid-19.                                                                            |
| 2021                        | Keylor Navas (Paris Saint-Germain)                    | Reinildo Mandava (LOSC Lille) Marquinhos (3) (Paris Saint-Germain) Presnel Kimpembe (Paris Saint-Germain) Jonathan Clauss (RC Lens)                                     | Benjamin André (LOSC Lille) Lucas Paquetá (Olympique lyonnais) Aurélien Tchouaméni (AS Monaco)                                                              | Kylian Mbappé (4) (Paris Saint-Germain) Neymar (3) (Paris Saint-Germain) Memphis Depay (Olympique lyonnais)                      |
| 2022                        | Gianluigi Donnarumma (Paris Saint-Germain)            | Nuno Mendes (Paris Saint-Germain) William Saliba (Olympique de Marseille) Marquinhos (4) (Paris Saint-Germain) Jonathan Clauss (2) (RC Lens)                            | Dimitri Payet (3) (Olympique de Marseille) Aurélien Tchouaméni (2) (AS Monaco) Seko Fofana (RC Lens)                                                        | Kylian Mbappé (5) (Paris Saint-Germain) Martin Terrier (Stade rennais) Wissam Ben Yedder (AS Monaco)                             |
| 2023                        | Brice Samba (RC Lens)                                 | Nuno Mendes (2) (Paris Saint-Germain) Kevin Danso (RC Lens) Chancel Mbemba (Olympique de Marseille) Achraf Hakimi (Paris Saint-Germain)                                 | Seko Fofana (2) (RC Lens) Valentin Rongier (Olympique de Marseille) Khéphren Thuram (OGC Nice)                                                              | Kylian Mbappé (6) (Paris Saint-Germain) Loïs Openda (RC Lens) Lionel Messi (Paris Saint-Germain)                                 |
| 2024                        | Gianluigi Donnarumma (2) (Paris Saint-Germain)        | Bradley Locko (Stade brestois 29) Leny Yoro (LOSC Lille) Marquinhos (5) (Paris Saint-Germain) Achraf Hakimi (2) (Paris Saint-Germain)                                   | Vitinha (Paris Saint-Germain) Pierre Lees-Melou (Stade brestois 29) Warren Zaïre-Emery (Paris Saint-Germain)                                                | Kylian Mbappé (7) (Paris Saint-Germain) Pierre-Emerick Aubameyang (Olympique de Marseille) Ousmane Dembélé (Paris Saint-Germain) |
| 2025                        | Lucas Chevalier (LOSC Lille)                          | Nuno Mendes (3) (Paris Saint-Germain) Willian Pacho (Paris Saint-Germain) Marquinhos (6) (Paris Saint-Germain) Achraf Hakimi (3) (Paris Saint-Germain)                  | Vitinha (2) (Paris Saint-Germain) João Neves (Paris Saint-Germain) Rayan Cherki (Olympique lyonnais)                                                        | Bradley Barcola (Paris Saint-Germain) Ousmane Dembélé (2) (Paris Saint-Germain) Désiré Doué (Paris Saint-Germain)                |

#### Plus beau but
Le trophée du plus beau but de la saison inscrit en Ligue 1 est choisi par le public depuis l'année 2002.
L'Olympique de Marseille est l'équipe ayant remporté le plus de fois ce trophée (7 fois).
| 2002 | Antoine Sibierski (RC Lens)                           | 3-0                                                   | 18 décembre 2001                                      | 18e                                                   | FC Nantes                                             | Stade Bollaert                                        |                                                       |                                                       |                                                       |
| 2003 | Ronaldinho (Paris Saint-Germain)                      | 3-2                                                   | 22 février 2003                                       | 28e                                                   | EA Guingamp                                           | Stade de Roudourou                                    |                                                       |                                                       |                                                       |
| 2004 | Didier Drogba (Olympique de Marseille)                | 0-1                                                   | 4 février 2004                                        | 18e                                                   | Montpellier HSC                                       | Stade de la Mosson                                    |                                                       |                                                       |                                                       |
| 2005 | Laurent Batlles (Olympique de Marseille)              | 1-3                                                   | 29 janvier 2005                                       | 24e                                                   | Toulouse FC                                           | Stadium de Toulouse                                   |                                                       |                                                       |                                                       |
| 2006 | Franck Ribéry (Olympique de Marseille)                | 2-1                                                   | 19 novembre 2005                                      | 15e                                                   | FC Nantes                                             | Stade Vélodrome                                       |                                                       |                                                       |                                                       |
| 2007 | Ilan (AS Saint-Étienne)                               | 0-2                                                   | 24 février 2007                                       | 26e                                                   | Paris Saint-Germain                                   | Parc des Princes                                      |                                                       |                                                       |                                                       |
| 2008 | Mathieu Valbuena (Olympique de Marseille)             | 6-1                                                   | 26 janvier 2008                                       | 23e                                                   | SM Caen                                               | Stade Vélodrome                                       |                                                       |                                                       |                                                       |
| 2009 | Yoann Gourcuff (Girondins de Bordeaux)                | 4-0                                                   | 11 janvier 2009                                       | 20e                                                   | Paris Saint-Germain                                   | Stade Chaban-Delmas                                   |                                                       |                                                       |                                                       |
| 2010 | Mamadou Niang (Olympique de Marseille)                | 4-2                                                   | 19 septembre 2009                                     | 6e                                                    | Montpellier HSC                                       | Stade Vélodrome                                       |                                                       |                                                       |                                                       |
| 2011 | Non décerné.                                          | Non décerné.                                          | Non décerné.                                          | Non décerné.                                          | Non décerné.                                          | Non décerné.                                          | Non décerné.                                          | Non décerné.                                          | Non décerné.                                          |
| 2012 | Younès Belhanda (Montpellier HSC)                     | 1-3                                                   | 11 avril 2012                                         | 30e                                                   | Olympique de Marseille                                | Stade Vélodrome                                       |                                                       |                                                       |                                                       |
| 2013 | Saber Khalifa (Évian TG)                              | 4-0                                                   | 12 mai 2013                                           | 36e                                                   | OGC Nice                                              | Parc des sports d'Annecy                              |                                                       |                                                       |                                                       |
| 2014 | Zlatan Ibrahimović (Paris Saint-Germain)              | 4-0                                                   | 19 octobre 2013                                       | 10e                                                   | SC Bastia                                             | Parc des Princes                                      |                                                       |                                                       |                                                       |
| 2015 | Julian Palmieri (SC Bastia)                           | 4-2                                                   | 10 janvier 2015                                       | 20e                                                   | Paris Saint-Germain                                   | Stade Armand-Cesari                                   |                                                       |                                                       |                                                       |
| 2016 | Pierrick Capelle (Angers SCO)                         | 2-2                                                   | 27 février 2016                                       | 28e                                                   | EA Guingamp                                           | Stade de Roudourou                                    |                                                       |                                                       |                                                       |
| 2017 | Memphis Depay (Olympique lyonnais)                    | 4-0                                                   | 12 mars 2017                                          | 29e                                                   | Toulouse FC                                           | Parc Olympique lyonnais                               |                                                       |                                                       |                                                       |
| 2018 | Malcom (Girondins de Bordeaux)                        | 3-2                                                   | 1er décembre 2017                                     | 16e                                                   | Dijon FCO                                             | Stade Gaston-Gérard                                   |                                                       |                                                       |                                                       |
| 2019 | Loïc Rémy (LOSC Lille)                                | 1-0                                                   | 12 mai 2019                                           | 36e                                                   | Girondins de Bordeaux                                 | Stade Pierre-Mauroy                                   |                                                       |                                                       |                                                       |
| 2020 | Édition annulée en raison de la pandémie de Covid-19. | Édition annulée en raison de la pandémie de Covid-19. | Édition annulée en raison de la pandémie de Covid-19. | Édition annulée en raison de la pandémie de Covid-19. | Édition annulée en raison de la pandémie de Covid-19. | Édition annulée en raison de la pandémie de Covid-19. | Édition annulée en raison de la pandémie de Covid-19. | Édition annulée en raison de la pandémie de Covid-19. | Édition annulée en raison de la pandémie de Covid-19. |
| 2021 | Burak Yılmaz (LOSC Lille)                             | 0-3                                                   | 7 mai 2021                                            | 36e                                                   | RC Lens                                               | Stade Bollaert-Delelis                                |                                                       |                                                       |                                                       |
| 2022 | Bamba Dieng (Olympique de Marseille)                  | 2-0                                                   | 12 décembre 2021                                      | 18e                                                   | RC Strasbourg                                         | Stade de la Meinau                                    |                                                       |                                                       |                                                       |
| 2023 | Elye Wahi (Montpellier HSC)                           | 2-0                                                   | 22 octobre 2022                                       | 12e                                                   | Olympique lyonnais                                    | Stade de la Mosson                                    |                                                       |                                                       |                                                       |
| 2024 | Kamory Doumbia (Stade brestois 29)                    | 4-0                                                   | 20 décembre 2023                                      | 17e                                                   | FC Lorient                                            | Stade Francis-Le Blé                                  |                                                       |                                                       |                                                       |
| 2025 | Amine Gouiri (Olympique de Marseille)                 | 3-1                                                   | 27 avril 2025                                         | 31e                                                   | Stade brestois 29                                     | Stade Vélodrome                                       |                                                       |                                                       |                                                       |

### Division 2 / Ligue 2

#### Meilleurs joueur, gardien et entraîneur
Un trophée est décerné au meilleur joueur de Ligue 2 à partir de la saison 1986-1987 (il n'est pas décerné entre 1989 et 1993). Les meilleurs entraîneur et gardien sont distingués respectivement depuis 2001 et 2002.
Le Toulouse FC et le FC Lorient sont les deux équipes à avoir été la plus fréquemment récompensée du meilleur joueur de Ligue 2 (4 fois).
Le Havre AC est le club le plus récompensé du titre de meilleur gardien de Ligue 2 (3 fois).
Enfin, les clubs les mieux récompensés du meilleur entraîneur de l'année en Ligue 2 sont le FC Metz, l'ES Troyes AC et Le Havre Athletic Club (2 fois).
| Édition                     | Meilleur joueur                                                            | Meilleur gardien                                      | Meilleur entraîneur                                   |
| --------------------------- | -------------------------------------------------------------------------- | ----------------------------------------------------- | ----------------------------------------------------- |
| 1987                        | Laurent Blanc (Montpellier Paillade) Abedi Pelé (FC Mulhouse)              |                                                       |                                                       |
| 1988                        | Roberto Cabañas (Brest Armorique) Eugène Kabongo Ngoy (Olympique lyonnais) |                                                       |                                                       |
| Non décerné de 1989 à 1993. |                                                                            |                                                       |                                                       |
| 1994                        | Jocelyn Gourvennec (Stade rennais)                                         |                                                       |                                                       |
| 1995                        | Tony Vairelles (AS Nancy-Lorraine)                                         |                                                       |                                                       |
| 1996                        | Marcel Dib (O. Marseille)                                                  |                                                       |                                                       |
| 1997                        | Thierry Moreau (Toulouse FC)                                               |                                                       |                                                       |
| 1998                        | Stéphane Pédron (FC Lorient)                                               |                                                       |                                                       |
| 1999                        | Kader Ferhaoui (AS Saint-Étienne)                                          |                                                       |                                                       |
| 2000                        | Mickaël Pagis (Nîmes Olympique)                                            |                                                       |                                                       |
| 2001                        | Francileudo Santos (FC Sochaux-Montbéliard)                                | Jean Fernandez (FC Sochaux-Montbéliard)               |                                                       |
| 2002                        | Alain Caveglia (Le Havre AC)                                               | Stéphane Trévisan (AC Ajaccio)                        | Jacky Bonnevay (AS Beauvais)                          |
| 2003                        | Cédric Fauré (Toulouse FC)                                                 | Christophe Revault (Toulouse FC)                      | Erick Mombaerts (Toulouse FC)                         |
| 2004                        | Xavier Gravelaine (FC Istres)                                              | Jérémie Janot (AS Saint-Étienne)                      | Mécha Baždarević (FC Istres)                          |
| 2005                        | Bakari Koné (FC Lorient)                                                   | Gennaro Bracigliano (AS Nancy-Lorraine)               | Jean-Marc Furlan (ES Troyes AC)                       |
| 2006                        | Karim Ziani FC Lorient)                                                    | Fabien Audard (FC Lorient)                            | Antoine Kombouaré (Valenciennes FC)                   |
| 2007                        | Yoan Gouffran (SM Caen)                                                    | Stéphane Cassard (RC Strasbourg)                      | Francis De Taddeo (FC Metz)                           |
| 2008                        | Guillaume Hoarau (Le Havre AC)                                             | Christophe Revault (Le Havre AC)                      | Jean-Marc Nobilo (Le Havre AC)                        |
| 2009                        | Paul Alo'o Efoulou (Angers SCO)                                            | Vedran Runje (RC Lens)                                | Philippe Montanier (US Boulogne)                      |
| 2010                        | Olivier Giroud (Tours FC)                                                  | Steeve Elana (Stade brestois)                         | Alex Dupont (Stade brestois)                          |
| 2011                        | Sebastián Ribas (Dijon FCO)                                                | Benoît Costil (CS Sedan Ardennes)                     | Bernard Casoni (Évian TG)                             |
| 2012                        | Jérôme Rothen (SC Bastia)                                                  | Macedo Novaes (SC Bastia)                             | Frédéric Hantz (SC Bastia)                            |
| 2013                        | Giannelli Imbula (EA Guingamp)                                             | Zacharie Boucher (Le Havre AC)                        | Jocelyn Gourvennec (EA Guingamp)                      |
| 2014                        | Diafra Sakho (FC Metz)                                                     | Alphonse Areola (RC Lens)                             | Albert Cartier (FC Metz)                              |
| 2015                        | Jonathan Kodjia (Angers SCO)                                               | Denis Petrić (ES Troyes AC)                           | Jean-Marc Furlan (2) (ES Troyes AC)                   |
| 2016                        | Famara Diédhiou (Clermont Foot)                                            | Baptiste Reynet (Dijon FCO)                           | Olivier Dall'Oglio (Dijon FCO)                        |
| 2017                        | John Bostock (RC Lens)                                                     | Nicolas Douchez (RC Lens)                             | Bernard Blaquart (Nîmes Olympique)                    |
| 2018                        | Diego (Stade de Reims)                                                     | Paul Bernardoni (Clermont Foot)                       | David Guion (Stade de Reims)                          |
| 2019                        | Gaëtan Charbonnier (Stade brestois)                                        | Vincent Demarconnay (Paris FC)                        | Pascal Gastien (Clermont Foot)                        |
| 2020                        | Édition annulée en raison de la pandémie de Covid-19.                      | Édition annulée en raison de la pandémie de Covid-19. | Édition annulée en raison de la pandémie de Covid-19. |
| 2021                        | Amine Adli (Toulouse FC)                                                   | Gauthier Gallon (ES Troyes AC)                        | Pascal Gastien (2) (Clermont Foot)                    |
| 2022                        | Branco van den Boomen (Toulouse FC)                                        | Benjamin Leroy (AC Ajaccio)                           | Philippe Montanier (2) (Toulouse FC)                  |
| 2023                        | Georges Mikautadze (FC Metz)                                               | Arthur Desmas (Le Havre AC)                           | Luka Elsner (Le Havre AC)                             |
| 2024                        | Gauthier Hein (AJ Auxerre)                                                 | Gautier Larsonneur (AS Saint-Étienne)                 | Christophe Pélissier (AJ Auxerre)                     |
| 2025                        | Éli Junior Kroupi (FC Lorient)                                             | Yvon Mvogo (FC Lorient)                               | Olivier Pantaloni (FC Lorient)                        |

#### Équipe type
Une équipe type de la saison de Ligue 2 est sélectionnée chaque année.
Le milieu de terrain Benjamin Nivet (ES Troyes AC) a fait partie cinq fois de l'équipe type, un record.
| Édition | Gardien de but                                        | Défenseurs | Milieux de terrain | Attaquants |
| ------- | ----------------------------------------------------- | --- | --- | --- |
| 1997    | Éric Durand (FC Martigues)                            | Philippe Brinquin (FC Lorient) Dominique Arribagé (Toulouse FC) Ferdinand Coly (LB Châteauroux) Nicolas Weber (LB Châteauroux)                 | Lilian Nalis (Stade lavallois) Yann Lachuer (LB Châteauroux) Thierry Moreau (Toulouse FC)                                                 | Frédéric Garny (FC Sochaux-Montbéliard) Samuel Michel (FC Sochaux-Montbéliard) Samba N'Diaye (AS Saint-Étienne) |
| 1998    | Philippe Poil (Amiens SC)                             | Sébastien Schemmel (AS Nancy-Lorraine) Johnny Ecker (Nîmes Olympique) Erwan Manac'h (FC Sochaux-Montbéliard) Bill Tchato (ASOA Valence)        | Sylvain Ripoll (FC Lorient) Christophe Bastien (AS Nancy-Lorraine) Olivier Baudry (FC Sochaux-Montbéliard) Stéphane Pédron (FC Lorient)   | Ali Bouafia (FC Lorient) Réginald Ray (Le Mans UC)                                                              |
| 1999    | Nicolas Sachy (CS Sedan Ardennes)                     | David Hamed (ES Troyes AC) Rigobert Song (AS Saint-Étienne) Gilles Leclerc (AS Saint-Étienne) Bill Tchato (2) (OGC Nice)                       | Matthieu Verschuère (LB Châteauroux) Joël Bossis (Chamois niortais) Kader Ferhaoui (AS Saint-Étienne)                                     | Hamed Diallo (Stade lavallois) Dado Prso (AC Ajaccio) Lamine Sakho (Nîmes Olympique)                            |
| 2000    | Stéphane Le Garrec (FC Lorient)                       | Bernard Mendy (SM Caen) Pascal Cygan (LOSC Lille) Sylvain Distin (FC Gueugnon) Pascal Gourville (Le Mans UC)                                   | Thierry Moreau (2) (Toulouse FC) Fernando D'Amico (LOSC Lille) Jérôme Rothen (SM Caen)                                                    | Danijel Ljuboja (FC Sochaux-Montbéliard) Mickaël Pagis (Nîmes Olympique) Djezon Boutoille (LOSC Lille)          |
| 2001    | Stéphane Le Garrec (2) (FC Lorient)                   | Omar Daf (FC Sochaux-Montbéliard) Franck Silvestre (Montpellier HSC) Maxence Flachez (FC Sochaux-Montbéliard) Arnaud Le Lan (FC Lorient)       | Seydou Keita (FC Lorient) Abdelnasser Ouadah (Chamois niortais) Olivier Sorlin (Montpellier HSC) Benoît Pedretti (FC Sochaux-Montbéliard) | Francileudo Santos (FC Sochaux-Montbéliard) Éli Kroupi (FC Lorient)                                             |
| 2002    | Stéphane Trévisan (AC Ajaccio)                        | Yohan Démont (AS Beauvais) Teddy Bertin (RC Strasbourg) Sébastien Squillaci (AC Ajaccio) Patrice Évra (OGC Nice)                               | Yazid Mansouri (Le Havre AC) Egutu Oliseh (AS Beauvais) Corentin Martins (RC Strasbourg)                                                  | Alain Caveglia (Le Havre AC) Hamed Diallo (2) (Amiens SC) Danijel Ljuboja (2) (RC Strasbourg)                   |
| 2003    | Christophe Revault (Toulouse FC)                      | Alexandre Dujeux (LB Châteauroux) Stéphane Lièvre (Toulouse FC) William Prunier (Toulouse FC) Franck Signorino (FC Metz)                       | Achille Emana (Toulouse FC) Philippe Celdran (Le Mans UC) Grégory Proment (FC Metz)                                                       | Daniel Cousin (Le Mans UC) Emmanuel Adebayor (FC Metz) Cédric Fauré (Toulouse FC)                               |
| 2004    | Jérémie Janot (AS Saint-Étienne)                      | Jérôme Foulon (Chamois niortais) Brahim Thiam (FC Istres) Aziz Ben Askar (SM Caen) Hérita Ilunga (AS Saint-Étienne)                            | Julien Sablé (AS Saint-Étienne) Fabrice Abriel (Amiens SC) David Hellebuyck (AS Saint-Étienne)                                            | Xavier Gravelaine (FC Istres) David Suarez (Amiens SC) Laurent Dufresne (AS Nancy-Lorraine)                     |
| 2005    | Gennaro Bracigliano (AS Nancy-Lorraine)               | Juan-Luis Montero (ES Troyes AC) Damien Perquis (ES Troyes AC) Pape Diakhaté (AS Nancy-Lorraine) Nadir Belhadj (CS Sedan Ardennes)             | Kamel Chafni (LB Châteauroux) Olivier Thomas (Le Mans UC) Benjamin Nivet (ES Troyes AC) Gaël Danic (Grenoble Foot 38)                     | Sébastien Grax (ES Troyes AC) Bakari Koné (FC Lorient)                                                          |
| 2006    | Fabien Audard (FC Lorient)                            | David Ducourtioux (CS Sedan Ardennes) Éric Chelle (Valenciennes FC) Sylvain Marchal (FC Lorient) Nadir Belhadj (2) (CS Sedan Ardennes)         | Stéphane Noro (CS Sedan Ardennes) Pascal Camadini (SC Bastia) Ronald Zubar (SM Caen) Karim Ziani (FC Lorient)                             | Jean-Michel Lesage (Le Havre AC) Steve Savidan (Valenciennes FC)                                                |
| 2007    | Stéphane Cassard (RC Strasbourg)                      | Franck Béria (FC Metz) Pape Malick Diop (FC Metz) Abasse Ba (Dijon FCO) Cédric Hengbart (SM Caen)                                              | Grégory Proment (2) (SM Caen) Julien Cardy (FC Metz) Yoan Gouffran (SM Caen)                                                              | Jean-Michel Lesage (2) (Le Havre AC) Julien Féret (Stade de Reims) Babacar Gueye (FC Metz)                      |
| 2008    | Christophe Revault (2) (Le Havre AC)                  | Jean-Jacques Pierre (FC Nantes) Jérémy Hénin (Le Havre AC) Nicolas Gillet (Le Havre AC) Rémi Maréval (FC Nantes)                               | Jamel Aït Ben Idir (Le Havre AC) David De Freitas (FC Nantes) Gaël Danic (2) (ES Troyes AC) Fahid Ben Khalfallah (Angers SCO)             | Guillaume Hoarau (Le Havre AC) Grégory Thil (US Boulogne)                                                       |
| 2009    | Vedran Runje (RC Lens)                                | Yohan Démont (2) (RC Lens) Laurent Koscielny (Tours FC) Éric Chelle (2) (RC Lens) Marco Ramos (RC Lens)                                        | Bocundji Ca (Tours FC) Renaud Cohade (RC Strasbourg) Tino Costa (Montpellier HSC)                                                         | Grégory Thil (2) (US Boulogne) Paul Alo'o Efoulou (Angers SCO) Víctor Hugo Montaño (Montpellier HSC)            |
| 2010    | Steeve Elana (Stade brestois 29)                      | Omar Daf (2) (Stade brestois 29) Grégory Leca (SM Caen) Paul Baysse (CS Sedan Ardennes) Grégory Tafforeau (SM Caen)                            | Bruno Grougi (Stade brestois 29) Benjamin Nivet (2) (SM Caen) Romain Hamouma (Stade lavallois)                                            | Nolan Roux (Stade brestois 29) Olivier Giroud (Tours FC) Anthony Modeste (Angers SCO)                           |
| 2011    | Benoît Costil (CS Sedan Ardennes)                     | Sébastien Corchia (Le Mans UC) Grégory Cerdan (Le Mans UC) Benjamin Genton (Le Havre AC) Cédric Fabien (US Boulogne)                           | Romain Alessandrini (Clermont Foot 63) Olivier Sorlin (2) (Évian TG) Rudy Haddad (LB Châteauroux) Benjamin Corgnet (Dijon FCO)            | Sebastián Ribas (Dijon FCO) Sloan Privat (Clermont Foot 63)                                                     |
| 2012    | Macedo Novaes (SC Bastia)                             | Kassim Abdallah (CS Sedan Ardennes) Anthony Weber (Stade de Reims) Mickaël Tacalfred (Stade de Reims) Féthi Harek (SC Bastia)                  | Sadio Diallo (SC Bastia) Wahbi Khazri (SC Bastia) Jérôme Rothen (2) (SC Bastia) Romain Alessandrini (2) (Clermont Foot 63)                | Ryan Mendes (Le Havre AC) Kamel Ghilas (Stade de Reims)                                                         |
| 2013    | Zacharie Boucher (Le Havre AC)                        | Jean Calvé (SM Caen) Andrea Raggi (AS Monaco) Gabriel Cichero (FC Nantes) Raphaël Guerreiro (SM Caen)                                          | Giannelli Imbula (EA Guingamp) Mounir Obbadi (AS Monaco) Valère Germain (AS Monaco) Filip Djordjevic (FC Nantes)                          | Claudiu Keșerü (Angers SCO) Mustapha Yatabaré (EA Guingamp)                                                     |
| 2014    | Alphonse Areola (RC Lens)                             | Romain Métanire (FC Metz) Sylvain Marchal (2) (FC Metz) Alaeddine Yahia (RC Lens) Ludovic Baal (RC Lens)                                       | Jeff Louis (AS Nancy-Lorraine) N'Golo Kanté (SM Caen) Benjamin Nivet (3) (ES Troyes AC) Yannis Salibur (Clermont Foot 63)                 | Diafra Sakho (FC Metz) Andy Delort (Tours FC)                                                                   |
| 2015    | Denis Petrić (ES Troyes AC)                           | Jonathan M. Pereira (ES Troyes AC) Rincón (ES Troyes AC) Ismaël Traoré (Stade brestois 29) Lionel Carole (ES Troyes AC)                        | Cheikh Ndoye (US Créteil) Benjamin Nivet (4) (ES Troyes AC) Mouhamadou Diaw (Chamois niortais)                                            | Mickaël Le Bihan (Le Havre AC) Karl Toko-Ekambi (FC Sochaux-Montbéliard) Jonathan Kodjia (Angers SCO)           |
| 2016    | Baptiste Reynet (Dijon FCO)                           | Julien Cétout (AS Nancy-Lorraine) Christopher Jullien (Dijon FCO) Clément Lenglet (AS Nancy-Lorraine) Simon Falette (Stade brestois 29)        | Naïm Sliti (Red Star) Frédéric Sammaritano (Dijon FCO) Yeni Ngbakoto (FC Metz)                                                            | Loïs Diony (Dijon FCO) Famara Diédhiou (Clermont Foot 63) Hameur Bouazza (Red Star)                             |
| 2017    | Nicolas Douchez (RC Lens)                             | Mickaël Alphonse (FC Sochaux-Montbéliard) Julian Jeanvier (Stade de Reims) Zakaria Diallo (Stade brestois 29) Ferland Mendy (Le Havre AC)      | Abdellah Zoubir (RC Lens) John Bostock (RC Lens) Benjamin Nivet (5) (ES Troyes AC)                                                        | Khalid Boutaïb (RC Strasbourg) Adama Niane (ES Troyes AC) Rachid Alioui (Nîmes Olympique)                       |
| 2018    | Paul Bernardoni (Clermont Foot 63)                    | Mickaël Alphonse (FC Sochaux-Montbéliard) Julian Jeanvier (2) (Stade de Reims) Yunis Abdelhamid (Stade de Reims) Vincent Le Goff (FC Lorient)  | Romain Philippoteaux (AJ Auxerre) Téji Savanier (Nîmes Olympique) Diego (Stade de Reims)                                                  | Umut Bozok (Nîmes Olympique) Rachid Alioui (2) (Nîmes Olympique) Pablo Chavarría (Stade de Reims)               |
| 2019    | Vincent Demarconnay (Paris FC)                        | Fabien Centonze (RC Lens) John Boye (FC Metz) Stoppila Sunzu (FC Metz) Thomas Delaine (FC Metz)                                                | Renaud Cohade (FC Metz) Farid Boulaya (FC Metz) Alexis Claude-Maurice (FC Lorient)                                                        | Opa Nguette (FC Metz) Habib Diallo (FC Metz) Gaëtan Charbonnier (Stade brestois 29)                             |
| 2020    | Édition annulée en raison de la pandémie de Covid-19. | Édition annulée en raison de la pandémie de Covid-19.                                                                                          | Édition annulée en raison de la pandémie de Covid-19.                                                                                     | Édition annulée en raison de la pandémie de Covid-19.                                                           |
| 2021    | Gauthier Gallon (ES Troyes AC)                        | Akim Zedadka (Clermont Foot 63) Jimmy Giraudon (ES Troyes AC) Cédric Hountondji (Clermont Foot 63) Deiver Machado (Toulouse FC)                | Rominigue Kouamé (ES Troyes AC) Mathias Autret (AJ Auxerre) Florian Tardieu (ES Troyes AC)                                                | Mickaël Le Bihan (2) (AJ Auxerre) Mohamed Bayo (Clermont Foot 63) Amine Adli (Toulouse FC)                      |
| 2022    | Benjamin Leroy (AC Ajaccio)                           | Mikkel Desler (Toulouse FC) Rasmus Nicolaisen (Toulouse FC) Anthony Rouault (Toulouse FC) Ali Abdi (SM Caen)                                   | Branco van den Boomen (Toulouse FC) Youssouf M'Changama (EA Guingamp) Gauthier Hein (AJ Auxerre)                                          | Nathan Ngoumou (Toulouse FC) Gaëtan Charbonnier (2) (AJ Auxerre) Rhys Healey (Toulouse FC)                      |
| 2023    | Arthur Desmas (Le Havre AC)                           | Niels Nkounkou (AS Saint-Étienne) Arouna Sangante (Le Havre AC) Yoann Barbet (Girondins de Bordeaux) Kévin Guitoun Van Den Kerkhof (SC Bastia) | Victor Lekhal (Le Havre AC) Amir Richardson (Le Havre AC) Benjamin Bouchouari (AS Saint-Étienne)                                          | Jean-Philippe Krasso (AS Saint-Étienne) Georges Mikautadze (FC Metz) Josh Maja (Girondins de Bordeaux)          |
| 2024    | Gautier Larsonneur (AS Saint-Étienne)                 | Ali Abdi (2) (SM Caen) Anthony Briançon (AS Saint-Étienne) Jubal Jr (AJ Auxerre) Paul Joly (AJ Auxerre)                                        | Himad Abdelli (Angers SCO) Ilan Kebbal (Paris FC) Gauthier Hein (AJ Auxerre)                                                              | Alexandre Mendy (SM Caen) Loïs Diony (2) (Angers SCO) Gaëtan Perrin (AJ Auxerre)                                |
| 2025    | Yvon Mvogo (FC Lorient)                               | Alpha Sissoko (EA Guingamp) Moustapha Mbow (Paris FC) Montassar Talbi (FC Lorient) Matthieu Udol (FC Metz)                                     | Maxime Lopez (Paris FC) Gauthier Hein (FC Metz) Laurent Abergel (FC Lorient)                                                              | Timothé Nkada (Rodez AF) Éli Junior Kroupi (FC Lorient) Jean-Philippe Krasso (Paris FC)                         |

#### Plus beau but
Le trophée du plus beau but de la saison inscrit en Ligue 1 est choisi par le public depuis l'année 2019.
| Édition | Joueur                                                | Score                                                 | Date                                                  | Journée                                               | Adversaire                                            | Lieu                                                  |
| ------- | ----------------------------------------------------- | ----------------------------------------------------- | ----------------------------------------------------- | ----------------------------------------------------- | ----------------------------------------------------- | ----------------------------------------------------- |
| 2019    | Wilfried Moimbé (AS Nancy-Lorraine)                   | 1-0                                                   | 23 novembre 2018                                      | 15e                                                   | Red Star                                              | Stade Marcel-Picot                                    |
| 2020    | Édition annulée en raison de la pandémie de Covid-19. | Édition annulée en raison de la pandémie de Covid-19. | Édition annulée en raison de la pandémie de Covid-19. | Édition annulée en raison de la pandémie de Covid-19. | Édition annulée en raison de la pandémie de Covid-19. | Édition annulée en raison de la pandémie de Covid-19. |
| 2021    | Gauthier Hein (AJ Auxerre)                            | 4-0                                                   | 10 avril 2021                                         | 32e                                                   | Chamois niortais FC                                   | Stade René-Gaillard                                   |
| 2022    | Youssouf M'Changama (EA Guingamp)                     | 2-2                                                   | 30 décembre 2021                                      | 14e                                                   | Toulouse FC                                           | Stadium de Toulouse                                   |
| 2023    | Mathieu Cafaro (AS Saint-Étienne)                     | 3-2                                                   | 4 février 2023                                        | 22e                                                   | FC Annecy                                             | Stade Geoffroy-Guichard                               |
| 2024    | Irvin Cardona (AS Saint-Étienne)                      | 2-1                                                   | 20 avril 2024                                         | 33e                                                   | Girondins de Bordeaux                                 | Stade Geoffroy-Guichard                               |
| 2025    | Rafiki Saïd (ESTAC Troyes)                            | 1-0                                                   | 28 février 2025                                       | 25e                                                   | SC Bastia                                             | Stade de l'Aube                                       |

### Division 1 féminine

#### Meilleures joueuse, espoir et gardienne
Un trophée est remis à la meilleure joueuse de Première Ligue.
L'OL Lyonnes est l'équipe la mieux représentée au palmarès de la meilleure joueuse du championnat de France féminin (10 fois).
| Édition | Meilleure joueuse                                    | Meilleure espoir                                     | Meilleure gardienne                                  |                                                      |
| ------- | ---------------------------------------------------- | ---------------------------------------------------- | ---------------------------------------------------- | ---------------------------------------------------- |
| 2001    | Anne Zenoni (Toulouse OAC)                           |                                                      |                                                      |                                                      |
| 2002    | Marinette Pichon (Saint-Memmie Olympique)            |                                                      |                                                      |                                                      |
| 2003    | Sandrine Soubeyrand (FCF Juvisy)                     |                                                      |                                                      |                                                      |
| 2004    | Sonia Bompastor (Montpellier HSC)                    |                                                      |                                                      |                                                      |
| 2005    | Marinette Pichon (2) (FCF Juvisy)                    |                                                      |                                                      |                                                      |
| 2006    | Camille Abily (Montpellier HSC)                      |                                                      |                                                      |                                                      |
| 2007    | Camille Abily (2) (OL Lyonnes)                       |                                                      |                                                      |                                                      |
| 2008    | Sonia Bompastor (2) (OL Lyonnes)                     |                                                      |                                                      |                                                      |
| 2009    | Louisa Necib (OL Lyonnes)                            |                                                      |                                                      |                                                      |
| 2010    | Eugénie Le Sommer (Stade briochin)                   |                                                      |                                                      |                                                      |
| 2011    | Élise Bussaglia (Paris Saint-Germain)                |                                                      |                                                      |                                                      |
| 2012    | Gaëtane Thiney (FCF Juvisy)                          |                                                      |                                                      |                                                      |
| 2013    | Lotta Schelin (OL Lyonnes)                           |                                                      |                                                      |                                                      |
| 2014    | Gaëtane Thiney (2) (FCF Juvisy)                      |                                                      |                                                      |                                                      |
| 2015    | Eugénie Le Sommer (2) (OL Lyonnes)                   |                                                      |                                                      |                                                      |
| 2016    | Amel Majri (OL Lyonnes)                              | Griedge Mbock (OL Lyonnes)                           |                                                      |                                                      |
| 2017    | Dzsenifer Marozsán (OL Lyonnes)                      | Sakina Karchaoui (Montpellier HSC)                   |                                                      |                                                      |
| 2018    | Dzsenifer Marozsán (2) (OL Lyonnes)                  | Marie-Antoinette Katoto (Paris Saint-Germain)        |                                                      |                                                      |
| 2019    | Dzsenifer Marozsán (3) (OL Lyonnes)                  | Marie-Antoinette Katoto (2) (Paris Saint-Germain)    |                                                      |                                                      |
| 2020    | Édition annulée en raison de la pandémie de Covid-19 | Édition annulée en raison de la pandémie de Covid-19 | Édition annulée en raison de la pandémie de Covid-19 | Édition annulée en raison de la pandémie de Covid-19 |
| 2021    | Kadidiatou Diani (Paris Saint-Germain)               | Sandy Baltimore (Paris Saint-Germain)                | Christiane Endler (Paris Saint-Germain)              |                                                      |
| 2022    | Marie-Antoinette Katoto (Paris Saint-Germain)        | Laurina Fazer (Paris Saint-Germain)                  | Christiane Endler (2) (OL Lyonnes)                   |                                                      |
| 2023    | Delphine Cascarino (OL Lyonnes)                      | Laurina Fazer (2) (Paris Saint-Germain)              | Christiane Endler (3) (OL Lyonnes)                   |                                                      |
| 2024    | Tabitha Chawinga (Paris Saint-Germain)               | Louna Ribadeira (Paris FC)                           | Chiamaka Nnadozie (Paris FC)                         |                                                      |
| 2025    | Clara Mateo (Paris FC)                               | Tara Elimbi Gilbert (Paris Saint-Germain)            | Christiane Endler (4) (OL Lyonnes)                   |                                                      |

#### Équipe type
Une équipe type de la saison de Première Ligue est sélectionnée depuis 2021.
| Édition | Gardien de but                          | Défenseurs | Milieux de terrain                                                                                       | Attaquants |
| ------- | --------------------------------------- | --- | --- | --- |
| 2021    | Christiane Endler (Paris Saint-Germain) | Ashley Lawrence (Paris Saint-Germain) Wendie Renard (OL Lyonnes) Irene Paredes (Paris Saint-Germain) Sakina Karchaoui (Paris Saint-Germain)           | Grace Geyoro (Paris Saint-Germain) Sandy Baltimore (Paris Saint-Germain) Dzsenifer Marozsán (OL Lyonnes) | Delphine Cascarino (OL Lyonnes) Marie-Antoinette Katoto (Paris Saint-Germain) Kadidiatou Diani (Paris Saint-Germain) |
| 2022    | Christiane Endler (2) (OL Lyonnes)      | Paulina Dudek (Paris Saint-Germain) Griedge Mbock (OL Lyonnes) Wendie Renard (2) (OL Lyonnes) Sakina Karchaoui (2) (Paris Saint-Germain)              | Sara Däbritz (Paris Saint-Germain) Catarina Macario (OL Lyonnes) Grace Geyoro (2) (Paris Saint-Germain)  | Clara Mateo (Paris FC) Kadidiatou Diani (2) (Paris Saint-Germain) Marie-Antoinette Katoto (2) (Paris Saint-Germain)  |
| 2023    | Christiane Endler (3) (OL Lyonnes)      | Sakina Karchaoui (3) (Paris Saint-Germain) Elisa De Almeida (Paris Saint-Germain) Wendie Renard (3) (OL Lyonnes) Ellie Carpenter (OL Lyonnes)         | Grace Geyoro (3) (Paris Saint-Germain) Lindsey Heaps (OL Lyonnes) Léa Le Garrec (FC Fleury 91)           | Delphine Cascarino (2) (OL Lyonnes) Kadidiatou Diani (3) (Paris Saint-Germain) Rosemonde Kouassi (FC Fleury 91)      |
| 2024    | Chiamaka Nnadozie (Paris FC)            | Sakina Karchaoui (4) (Paris Saint-Germain) Griedge Mbock (2) (OL Lyonnes) Elisa De Almeida (2) (Paris Saint-Germain) Ellie Carpenter (2) (OL Lyonnes) | Lindsey Heaps (2) (OL Lyonnes) Inès Benyahia (Le Havre AC) Grace Geyoro (4) (Paris Saint-Germain)        | Delphine Cascarino (3) (OL Lyonnes) Tabitha Chawinga (Paris Saint-Germain) Eugénie Le Sommer (OL Lyonnes)            |
| 2025    | Christiane Endler (4) (OL Lyonnes)      | Selma Bacha (OL Lyonnes) Vanessa Gilles (OL Lyonnes) Wendie Renard (4) (OL Lyonnes) Ellie Carpenter (3) (OL Lyonnes)                                  | Melchie Dumornay (OL Lyonnes) Lindsey Heaps (3) (OL Lyonnes) Grace Geyoro (5) (Paris Saint-Germain)      | Kadidiatou Diani (4) (OL Lyonnes) Clara Mateo (2) (Paris Football Club) Tabitha Chawinga (2) (OL Lyonnes)            |

### Arbitrage
Les arbitres sont également distingués. De 2002 à 2006 sont remis des Trophées spéciaux de la Direction technique de l'arbitrage. Ainsi, en 2005, Bruno Coué, Patrick Lhermitte et Vincent Texier sont notamment récompensés pour avoir à nouveau dirigé des rencontres de haut niveau après de graves blessures. En 2007, Nelly Viennot (première femme à avoir arbitré en 1re division) reçoit un trophée spécial après la fin de sa carrière d'arbitre. À partir de 2007, un trophée est remis aux meilleurs arbitres de l'année.
| Édition | Meilleur arbitre                                          | Meilleur arbitre                                     |  |
| ------- | --------------------------------------------------------- | ---------------------------------------------------- |  |
| 1988    | Michel Vautrot                                            | Michel Vautrot                                       |  |
| 1994    | Alain Sars                                                | Alain Sars                                           |  |
| 1995    | Alain Sars                                                | Alain Sars                                           |  |
| Édition | Trophée spécial Direction nationale de l'arbitrage        | Trophée spécial Direction nationale de l'arbitrage   |  |
| 2002    | Gilles Veissière et Frédéric Arnault                      | Gilles Veissière et Frédéric Arnault                 |  |
| 2003    | Gilles Veissière (2) et Nelly Viennot                     | Gilles Veissière (2) et Nelly Viennot                |  |
| 2004    | Bertrand Layec et Serge Valin                             | Bertrand Layec et Serge Valin                        |  |
| 2005    | Bruno Coué, Patrick Lhermitte et Vincent Texier           | Bruno Coué, Patrick Lhermitte et Vincent Texier      |  |
| 2006    | Lionel Dagorne, Éric Poulat et Vincent Texier (2)         | Lionel Dagorne, Éric Poulat et Vincent Texier (2)    |  |
| Année   | Meilleur arbitre                                          | Meilleur arbitre                                     |  |
| Année   | Ligue 1                                                   | Ligue 2                                              |  |
| 2007    | Bertrand Layec (2)                                        |                                                      |  |
| 2008    | Stéphane Lannoy et Karine Vives Solana                    |                                                      |  |
| 2009    | Antony Gautier et Clément Turpin                          |                                                      |  |
| 2010    | Stéphane Lannoy (2)                                       |                                                      |  |
| 2011    | Antony Gautier (2), Clément Turpin (2) et Nicolas Pottier |                                                      |  |
| 2012    | Stéphane Lannoy (3)                                       |                                                      |  |
| 2013    | Silas Billong, Jérémy Stinat et Laurent Quiévreux         |                                                      |  |
| 2014    | Ruddy Buquet, Frédéric Cano et Stéphanie Frappart         |                                                      |  |
| 2015    | Ruddy Buquet (2)                                          | Stéphane Jochem                                      |  |
| 2016    | Ruddy Buquet (3)                                          | Olivier Thual                                        |  |
| 2017    | Ruddy Buquet (4)                                          | Alexandre Castro                                     |  |
| 2018    | Non attribué                                              | Alexandre Castro (2)                                 |  |
| 2019    | Clément Turpin (3)                                        | William Lavis                                        |  |
| 2020    | Édition annulée en raison de la pandémie de Covid-19      | Édition annulée en raison de la pandémie de Covid-19 |  |
| 2021    | Clément Turpin (4) et Cyril Gringore                      | Bartolomeu Varela                                    |  |
| 2022    | Benoît Bastien et Cyril Gringore (2)                      | Olivier Thual (2) et Stéphan Pignatelli              |  |
| 2023    | François Letexier et Hicham Zakrani                       | Pierre Legat et Julien Pacelli                       |  |
| 2024    | François Letexier (2) et Nicolas Danos                    | Nicolas Rainville et Florian Goncalves               |  |
| 2025    | Jérôme Brisard et Yannick Boutry                          | Olivier Thual (3) et Stéphane Panont                 |  |

### Joueur français évoluant à l'étranger
| Édition | Joueur                                               | Club                                                 |
| ------- | ---------------------------------------------------- | ---------------------------------------------------- |
| 2016    | Antoine Griezmann                                    | Atlético de Madrid                                   |
| 2017    | N'Golo Kanté                                         | Chelsea FC                                           |
| 2018    | N'Golo Kanté (2)                                     | Chelsea FC (2)                                       |
| 2019    | Karim Benzema                                        | Real Madrid                                          |
| 2020    | Édition annulée en raison de la pandémie de Covid-19 | Édition annulée en raison de la pandémie de Covid-19 |
| 2021    | Karim Benzema (2)                                    | Real Madrid (2)                                      |
| 2022    | Karim Benzema (3)                                    | Real Madrid (3)                                      |
| 2023    | Karim Benzema (4)                                    | Real Madrid (4)                                      |
| 2024    | Antoine Griezmann (2)                                | Atlético de Madrid (2)                               |
| 2025    | Kylian Mbappé                                        | Real Madrid (5)                                      |

### Trophées d'honneur
Un Trophée d'honneur est remis chaque année depuis 1988.
| Édition | Oscar d'honneur                                                     | Autre trophée                                                                          |
| ------- | ------------------------------------------------------------------- | -------------------------------------------------------------------------------------- |
| 1988    | Alain Giresse                                                       |                                                                                        |
| 1995    | Joël Quiniou                                                        |                                                                                        |
| 1996    | Jean-Luc Ettori                                                     |                                                                                        |
| 1997    | Marius Trésor                                                       |                                                                                        |
| 1998    | Just Fontaine                                                       |                                                                                        |
| 1999    | Jean-Pierre Papin                                                   |                                                                                        |
| 2000    | France 98                                                           |                                                                                        |
| 2001    | Roger Lemerre                                                       |                                                                                        |
| 2002    | Didier Deschamps                                                    |                                                                                        |
| 2003    | Alain Roche                                                         | Mickaël Landreau (prix du fair-play) Jean-Pierre Louvel (prix du dirigeant de l'année) |
| Édition | Trophée d'honneur                                                   | Trophée spécial                                                                        |
| 2004    | Laurent Blanc                                                       |                                                                                        |
| 2005    | Marcel Desailly                                                     | Corinne Diacre                                                                         |
| 2006    | Olympique lyonnais                                                  |                                                                                        |
| 2007    | Zinédine Zidane                                                     | Nelly Viennot                                                                          |
| 2008    | France 98 (2)                                                       | Just Fontaine                                                                          |
| 2009    | Lilian Thuram                                                       |                                                                                        |
| 2010    | Claude Makélélé                                                     |                                                                                        |
| 2011    | Just Fontaine, Michel Hidalgo, Philippe Piat et Sylvain Kastendeuch |                                                                                        |
| 2012    | Équipe de France féminine                                           |                                                                                        |
| 2013    | Grégory Coupet                                                      |                                                                                        |
| 2014    | Mickaël Landreau                                                    | Peace and Sport                                                                        |
| 2015    | Éric Abidal                                                         |                                                                                        |
| 2016    | Équipe de France de l'Euro 2000                                     |                                                                                        |
| 2017    | Raymond Kopa                                                        |                                                                                        |
| 2019    | Didier Drogba                                                       |                                                                                        |
| 2020    | Édition annulée en raison de la pandémie de Covid-19                | Édition annulée en raison de la pandémie de Covid-19                                   |
| 2021    |                                                                     | Corentin Tolisso (trophée du joueur citoyen)                                           |
| 2022    |                                                                     | Mamadou Sakho (trophée du joueur citoyen)                                              |
| 2023    |                                                                     | Marshall Munetsi (trophée du joueur citoyen)                                           |
| 2024    | Équipe de France de football aux Jeux olympiques d'été de 1984      | Raphaël Varane (trophée du joueur citoyen)                                             |
| 2025    |                                                                     | Pierrick Capelle (trophée du joueur citoyen)                                           |

En 2011, une équipe type des 20 ans des Trophées UNFP a été choisie par le public qui a voté sur Internet.

Elle est composée de 10 internationaux français, dont 8 champions du monde 1998 (Pauleta est le seul joueur étranger de l'équipe).
| Édition | Gardien de but | Défenseurs                                                      | Milieux de terrain                                        | Attaquants                |
| ------- | -------------- | --------------------------------------------------------------- | --------------------------------------------------------- | ------------------------- |
| 2011    | Fabien Barthez | Bixente Lizarazu Lilian Thuram Laurent Blanc Christian Karembeu | Franck Ribéry Patrick Vieira Robert Pirès Zinédine Zidane | Pauleta Jean-Pierre Papin |